# Roberto Lavorenti
Roberto Lavorenti (Livorno, 9 gennaio 1963 – Livorno, 27 aprile 2021) è stato un allenatore di pallavolo italiano.

## Biografia
Ha conquistato la promozione nella serie A2 di Volley, vincendo il campionato di B1 con la formazione del Cons.I.T. di Livorno.
A soli 27 anni è stato l'allenatore più giovane del campionato italiano di serie A.
Ha guidato la compagine labronica nel campionato maschile di serie A nel 1990-1991 e 2000-2001. Successivamente è stato il tecnico della squadra femminile del Londi Livorno che, nel maggio 2008, ha conquistato la promozione in B2 sconfiggendo in finale l'Upv Buggiano. Precedentemente aveva riportato Livorno dalla serie C alla serie B altre 2 volte, nel campionato 1996-1997 (femminile - Londi dolci) e nel 2001-2002 (maschile VVF Tomei), squadra nella quale aveva militato da giocatore.
Nel campionato 2009-2010 è l'allenatore della formazione di B2 femminile Gabbaplast Casciavola nel pisano che ottiene la matematica promozione in B1 con 5 giornate in anticipo sulla chiusura della stagione regolare. Lo stesso anno con la squadra Juniores della stessa società ottiene il bronzo alle finali Nazionali di categoria di Boario Terme.
Nella stagione successiva 2010/2011 torna ad allenare nella sua città natale e vince nuovamente il campionato di serie C Femminile.
Nella stagione 2015/2016 vince il campionato di D Femminile al Volley 6 Rose, riportando la società di Rosignano in serie C. La stagione successiva è a Donoratico e vince ancora una volta la "C" femminile, riportando la società in B e nelle serie Nazionali.
Nel stagione 2018/19 vince ancora la serie C femminile riportando il Volley Cecina in serie B.
All'inizio della stagione 2020-21 lascia la squadra per ridurre il pericolo di contrarre il Covid-19: soffrendo di asma bronchiale dalla nascita era infatti particolarmente a rischio. Nonostante questa precauzione, il virus ne ha causato il decesso nell'aprile del 2021. Era sposato e aveva due figli.